# Knonau
Knonau é uma comuna da Suíça, no Cantão Zurique, com cerca de 1.483 habitantes. Estende-se por uma área de 6,48 km², de densidade populacional de 229 hab/km². Confina com as seguintes comunas: Cham (ZG), Kappel am Albis, Maschwanden, Mettmenstetten, Steinhausen (ZG).
A língua oficial nesta comuna é o Alemão.